# 1997年ウィンブルドン選手権
1997年 ウィンブルドン選手権（1997ねんウィンブルドンせんしゅけん、The Championships, Wimbledon 1997）は、イギリス・ロンドン郊外にある「オールイングランド・ローンテニス・アンド・クローケー・クラブ」にて、1997年6月23日から7月6日にかけて開催された。

## シード選手

### 男子シングルス
1. ピート・サンプラス　（優勝、2年ぶり4度目）
2. ゴラン・イワニセビッチ　（2回戦）
3. エフゲニー・カフェルニコフ　（4回戦）
4. リカルド・クライチェク　（4回戦）
5. マイケル・チャン　（1回戦）
6. トーマス・ムスター　（大会開始前に棄権）
7. マーク・フィリプーシス　（1回戦）
8. ボリス・ベッカー　（ベスト8）
9. マルセロ・リオス　（4回戦）
10. カルロス・モヤ　（2回戦）
11. グスタボ・クエルテン　（1回戦）
12. パトリック・ラフター　（4回戦）
13. アンドレイ・メドベデフ　（3回戦）
14. ティム・ヘンマン　（ベスト8）
15. ウェイン・フェレイラ　（3回戦）
16. ペトル・コルダ　（4回戦）
17. ヨナス・ビョークマン　（1回戦） ［第6シード・ムスターが棄権のため繰り上げ］

### 女子シングルス
1. マルチナ・ヒンギス　（初優勝）
2. モニカ・セレシュ　（3回戦）
3. ヤナ・ノボトナ　（準優勝）
4. イバ・マヨリ　（ベスト8）
5. リンゼイ・ダベンポート　（2回戦）
6. アマンダ・クッツァー　（2回戦）
7. アンケ・フーバー　（3回戦）
8. アランチャ・サンチェス　（ベスト4）
9. マリー・ピエルス　（4回戦）
10. コンチタ・マルチネス　（3回戦）
11. メアリー・ジョー・フェルナンデス　（4回戦）
12. イリナ・スピールリア　（4回戦）
13. キンバリー・ポー　（1回戦）
14. ブレンダ・シュルツ＝マッカーシー　（3回戦）
15. ルクサンドラ・ドラゴミル　（1回戦）
16. バルバラ・パウルス　（2回戦）

## 大会経過

### 男子シングルス
準々決勝
- ピート・サンプラス vs.  ボリス・ベッカー　6-1, 6-7, 6-1, 6-4
- トッド・ウッドブリッジ vs.  ニコラス・キーファー　7-6, 2-6, 6-0, 6-4
- ミヒャエル・シュティヒ vs.  ティム・ヘンマン　6-3, 6-2, 6-4
- セドリック・ピオリーン vs.  グレグ・ルーゼドスキー　6-4, 4-6, 6-4, 6-3

準決勝
- ピート・サンプラス vs.  トッド・ウッドブリッジ　6-2, 6-1, 7-6
- セドリック・ピオリーン vs.  ミヒャエル・シュティヒ　6-7, 6-2, 6-1, 5-7, 6-4

### 女子シングルス
準々決勝
- マルチナ・ヒンギス vs.  デニサ・クラドコワ　6-3, 6-2
- アンナ・クルニコワ vs.  イバ・マヨリ　7-6, 6-4
- ヤナ・ノボトナ vs.  ヤユク・バスキ　6-3, 6-3
- アランチャ・サンチェス vs.  ナタリー・トージア　6-2, 7-5

準決勝
- マルチナ・ヒンギス vs.  アンナ・クルニコワ　6-3, 6-2
- ヤナ・ノボトナ vs.  アランチャ・サンチェス　6-4, 6-2

## 決勝戦の結果
男子シングルス
- ピート・サンプラス vs.  セドリック・ピオリーン　6-4, 6-2, 6-4

女子シングルス
- マルチナ・ヒンギス vs.  ヤナ・ノボトナ　2-6, 6-3, 6-3

男子ダブルス
- マーク・ウッドフォード＆ トッド・ウッドブリッジ vs.  ヤッコ・エルティン＆ ポール・ハーフース　7-6, 7-6, 5-7, 6-3

女子ダブルス
- ジジ・フェルナンデス＆ ナターシャ・ズベレワ vs.  ニコル・アレント＆ マノン・ボーラグラフ　7-6, 6-4

混合ダブルス
- シリル・スーク＆ ヘレナ・スコバ vs.  アンドレイ・オルホフスキー＆ ラリサ・ネーランド　4-6, 6-3, 6-4

## みどころ
- 女子シングルスで、大会前年優勝者のシュテフィ・グラフが全仏オープン終了後に受けた左膝の手術のため出場断念を余儀なくされた。最年少世界ランキング1位になったマルチナ・ヒンギスが、「16歳9ヶ月」でウィンブルドン初優勝を達成。大会黎明期の1887年にロッティ・ドッド（1871年 - 1960年）が「15歳9ヶ月」で優勝した記録が残っているが、1968年に実施された「オープン化措置」（4大大会にプロテニス選手の出場を解禁すること）以後はヒンギスが最年少の女子シングルス優勝者となった。これをテニス用語では「オープン化時代」（The Open Era）以後と表現する。
- 男子シングルス優勝者のピート・サンプラスは、全豪オープンに続く年間2冠獲得で4大大会通算「10勝」の大台に乗せた。準優勝者のセドリック・ピオリーンは、フランス人の男子テニス選手として1946年のイボン・ペトラ（1916年 - 1984年）以来51年ぶりとなるウィンブルドン優勝のチャンスを逃した。
- 男子ダブルスで、「ウッディーズ」ことマーク・ウッドフォード＆トッド・ウッドブリッジ組（ともにオーストラリア）が大会5連覇を達成。混合ダブルスではシリルとヘレナのスーク家（チェコ、姉と弟）が2連覇を達成した。
- 大会第1週に雨が多く、試合日程の消化が大幅に遅れたため、日曜日の休養日「ミドル・サンデー」（6月29日）を返上して試合が行われた。ウィンブルドン選手権でミドル・サンデーに試合が行われたのは、1991年以来6年ぶり2度目となる。